# Giacinto Menotti Serrati
Giacinto Menotti Serrati (25 de novembro de 1872 - 10 de maio de 1926) foi um político e jornalista italiano, também ativo nos Estados Unidos da América de 1902 a 1904.

## Biografia
Desde jovem, foi um fervoroso defensor da causa socialista e operária; dedicou-se à propaganda e à formação de associações. Sofreu prisões e condenações entre 1893 e 1897, e , emigrou para Madagascar e depois, em 1899, para a Suíça, onde se dedicou à constituição do Partido Socialista Italiano na Suíça.
Em 1902, estava nos Estados Unidos da América, entre os emigrantes italianos, onde entrou em conflito com o grupo de anarquistas liderado por Luigi Galleani. Em 1903, durante um confronto entre os grupos socialista e anarquista em Barre (Vermont), o escultor anarquista Elia Corti foi morto. Pelo homicídio, foi condenado o guarda-costas de Serrati, Alessandro Garetto. Retornou à Suíça em 1904, onde conheceu o jovem Benito Mussolini. De volta à Itália em 1911, Serrati rapidamente entrou na direção do Partido Socialista Italiano, em posições maximalistas.
Em 1º de novembro de 1914, substituiu Mussolini na direção do jornal Avanti!, conduzindo uma forte campanha no diário socialista contra a intervenção italiana na Primeira Guerra Mundial.
Em setembro de 1915, e depois em abril de 1916, foi enviado à Conferência de Zimmerwald e à de Kienthal, onde ocorreram convergências significativas com os componentes de esquerda dos partidos operários socialistas e com os bolcheviques de Lenin. Em agosto de 1917, durante os motins em Turim pela falta de pão, foi preso e transferido para as Carceri Nuove.
Em 1919, liderou a fração maximalista dos comunistas unitários que se tornou majoritária no Congresso de Bolonha, e em 1921 assinou o documento dos "unitários" do Congresso de Livorno, que, no entanto, levou à cisão da fração dos comunistas puros de Amadeo Bordiga e à fundação do Partido Comunista da Itália.
Continuou nas colunas do Avanti! a conduzir uma forte polêmica contra o nascente movimento fascista, e em 16 de abril de 1920, no aniversário do ataque ao Avanti! de Milão do ano anterior, Ferruccio Vecchi e Albino Volpi - liderando os esquadrões de Milão - atacaram novamente o jornal e o agrediram.
Embora tenha sido contrário à cisão comunista em 1921, foi enviado ao IV Congresso da Internacional Comunista em dezembro de 1922; apoiou a fusão com o Partido Comunista da Itália e finalmente aderiu a ele em 1924.
Morreu aos 54 anos, em 1926, em Asso, na província de Como, vítima de um ataque cardíaco enquanto subia uma trilha de montanha, a caminho de uma reunião clandestina onde se dirigia para cumprir uma tarefa atribuída pelo Partido Comunista da Itália.
O seu funeral representou a última grande manifestação pública do movimento operário antes da promulgação das leis excepcionais do fascismo.